# Jindong, Chongqing
Jindong (kinesiska: 金洞) är en socken i sydvästra Kina. Den ligger i stadsdistriktet Qianjiang i storstadsområdet Chongqing, omkring 220 kilometer öster om det centrala stadsdistriktet Yuzhong. Antalet invånare är 7 070. Befolkningen består av 3 510 kvinnor och 3 560 män. Barn under 15 år utgör 24,0 %, vuxna 15-64 år 59 %, och äldre över 65 år 15,0 %.